# Большая Шубинка
Большая Шубинка — бывшее село, известное по ожесточённым боям в октябре 1941-го года. Находилась на территории Малоярославецкого района современной Калужской области, недалеко от Варшавского шоссе.
Название происходит от имени-прозвища «Шуба», означавшего верхнюю тёплую одежду, а также недоношенных детей, которых заворачивали в шубу.

## География
Уочище находится в пойме р. Лужа, юго-восточнее устья р. Выпрейка.

## История
В конце XVIII века — сельцо Шубино Боровского уезда, на реке Вепрейка и речке Шубинка, во владении Ивана Васильевича и Якова Лукича Бахметевых.
В 1924-году Ильинская волость отходит к Абрамовской волости Малоярословецкого уезда, в связи с упразднением Боровского уезда.